# Étienne-David Meynier de Salinelles
Étienne-David Meynier de Salinelles, né le 21 août 1729 à Nîmes (Gard) et mort exécuté le 15 mai 1794 à Paris, est un homme politique français.

## Biographie
Ancien négociant, vivant bourgeoisement à Nîmes, il est élu, le 31 mars 1789, député du tiers aux États généraux par la sénéchaussée de Nîmes et Beaucaire. Il est nommé adjoint du doyen des communes et président du comité de l'agriculture et du commerce, et est désigné, en 1790, comme commissaire du roi dans le département du Gard, pour y préparer l'organisation des nouvelles administrations. En juillet 1791, il est chargé de présenter un rapport sur la franchise du port de Marseille.
À l'expiration de son mandat, il devient président de l'administration du département du Gard ; mais, quelques mois plus tard, le corps électoral, réuni à Beaucaire, déclare qu'il a perdu la confiance publique, ce qui ne l'empêche pas d'être élu, peu après, maire de Nîmes.
Compromis dans les complots fédéralistes, il est destitué le 7 septembre 1793, par les représentants Rovère et Poultier, en mission dans le Gard.
Arrêté à Montudon, chez Blachère, le 30 pluviôse an II, il est incarcéré à Nîmes le 5 ventôse et traduit par ordre du comité de sûreté générale devant le tribunal révolutionnaire de Paris. Après avoir subi, le 2 floréal, un interrogatoire préliminaire à Nîmes, il part, le 8, pour Paris, comparaît le 26 du même mois, et est condamné à mort et exécuté.
Marié à Gabrielle Fornier, fille du négociant François Fornier et de Catherine Gilly, il est le beau-père du baron Paul de Daunant.

## Publications
Maximes du droit naturel sur le bonheur (1791)